# Arctosa pargongensis
Arctosa pargongensis là một loài nhện trong họ Lycosidae.
Loài này thuộc chi Arctosa. Arctosa pargongensis được Kap Yong Paik miêu tả năm 1994.